# 新紮師妹2美麗任務
《新紮師妹2美麗任務》是2003年的香港喜劇電影，為《新紮師妹》系列的續集。由楊千嬅 、吳彦祖領銜主演，由馬偉豪執導。《新紮師妹2美麗任務》於2003年7月4日於香港上映，香港一地票房總結超過2100萬港幣。根據《電影檢查條例》，本片列為青少年及兒童不宜（IIB）。

## 劇情
方麗娟（楊千嬅飾）與區海文（吳彥祖飾），事業與愛情兩得意，羨煞旁人。此時娟與鍾sir的刑事偵查部第二隊接到新指令，要保護兼接待從波多里共和國來港的王妃Tasha，娟為使王妃留下香港美好的感覺，把文的豪宅變成有特色民宿給王妃居住，並使兩人結識以來第一次爭吵。此外保護王妃原是任務的序幕……

## 演員
- 楊千嬅 飾 方麗娟
- 吳彦祖 飾 區海文
- 森美 飾 Over
- 許紹雄 飾 鍾Sir／鍾樂海（方麗娟上司）
- 黃浩然 飾 周劍雄（刑事偵查部同事）
- 郭曉冬 飾 韓洋（粵語配音張錦程）
- 黃泆潼 飾 小翠（刑事偵查部同事）
- 林雪 飾 張文寶
- 葉山豪 飾 細泉
- 蔣怡 飾 王妃Tasha
- 查小欣 飾 查小美總督察（方麗娟上司）
- 周驄 飾 區耀山（區海文父）
- 胡楓 飾 肥波
- 張英才 飾 細蝦
- 陳萬雷 飾 啞七
- 李家榮 飾 明（刑事偵查部同事）
- 周家聲 飾 龍（刑事偵查部同事）
- 李家輝 飾 松哥
- 陳詠燊 飾 社工
- 王珂 飾 挪威首富夫人

## 外部連結
- 開眼電影網上《新紮師妹2美麗任務》的資料（繁體中文）
- 豆瓣电影上《新紮師妹2美麗任務》的資料 （简体中文）
- 时光网上《新紮師妹2美麗任務》的資料（简体中文）
- AllMovie上《新紮師妹2美麗任務》的资料（英文）
- 爛番茄上《新紮師妹2美麗任務》的資料（英文）
- 香港影庫上《新紮師妹2美麗任務》的資料（繁體中文）
- 互联网电影数据库（IMDb）上《新紮師妹2美麗任務》的资料（英文）